# MÁV 274 sorozat
A TVV 1-2 majd MÁV IX. osztályú, később MÁV 274 sorozatú mozdonyai magyar B  tengelyelrendezésű szerkocsis személyvonati gőzmozdonyok voltak a Tiszavidéki Vasútnál (TVV) (németül:Theißbahn).
A TVV 1879-ben a Mezőtúr-Szarvasi HÉV meginduló vasúti forgalmához rendelt az StEG mozdonygyárától 2 db két kapcsolt kerékpárú  mozdonyt. A mozdonyok a TVV 1 és 2 pályaszámokat kapták. A vasúttársaság államosítását követően a mozdonyok MÁV pályaszámokat kaptak. Előbb a 389 és 390, majd 1897-től a MÁV második számozási rendszerlében a IX osztály 5131 és 5132 pályaszámokat osztották ki nekik. Végül 1911-től 274 sorozat 001 és 002 pályaszámokat viselték. A 274.001-es mozdony az első világháborút követően Romániához került és ott megtartva MÁV-os pályaszámát CFR 274.001 szám alatt üzemelt. A megmaradt mozdonyt a MÁV 1927-ben selejtezte.

### Fordítás
Ez a szócikk részben vagy egészben  a   TVV 1-2 című német Wikipédia-szócikk fordításán alapul.  Az eredeti cikk szerkesztőit annak laptörténete sorolja fel. Ez a jelzés csupán a megfogalmazás eredetét és a szerzői jogokat jelzi, nem szolgál a cikkben szereplő információk forrásmegjelöléseként.